# Agnicourt-et-Séchelles
Agnicourt-et-Séchelles – miejscowość i gmina we Francji, w regionie Hauts-de-France, w departamencie Aisne.
Według danych na styczeń 2014 roku gminę zamieszkiwało 211 osób, a gęstość zaludnienia wynosiła 19,6 osób/km².